# Graptemys geographica
Graptemys geographica е вид костенурка от семейство Блатни костенурки (Emydidae). Възникнал е преди около 0,3 млн. години по времето на периода кватернер. Видът не е застрашен от изчезване.

## Разпространение
Разпространен е в Канада (Квебек и Онтарио) и САЩ (Айова, Алабама, Арканзас, Вашингтон, Вирджиния, Делауеър, Западна Вирджиния, Илинойс, Индиана, Канзас, Кентъки, Мериленд, Минесота, Мисури, Мичиган, Ню Джърси, Ню Йорк, Оклахома, Охайо, Пенсилвания, Тенеси и Уисконсин).

## Описание
Популацията на вида е стабилна.